# Луиза София фон Ханау
Луиза София фон Ханау-Лихтенберг (на немски: Luise Sophie von Hanau-Lichtenberg; * 11 април 1662, Бишофсхайм ам Хоен Щег; † 9 април 1751, Отвайлер) е графиня от Ханау-Лихтенберг и чрез женитба графиня на Насау-Отвайлер (1680 – 1728), на Насау-Идщайн (1721 – 1728) и Саарбрюкен (1723 – 1728).

## Живот
Тя е втората дъщеря на граф Йохан Райнхард II фон Ханау-Лихтенберг (1628 – 1666) и съпругата му пфалцграфиня Анна Магдалена фон Пфалц-Цвайбрюкен-Биркенфелд (1640 – 1693), дъщеря на пфалцграф Кристиан I фон Пфалц-Биркенфелд-Бишвайлер и Магдалена Катарина фон Пфалц-Цвайбрюкен.
Луиза София се омъжва на 27 септември 1697 г. в Даун за Фридрих Лудвиг фон Насау-Отвайлер (* 3 ноември 1651; † 25 май 1728). Тя е втората му съпруга. Те имат един мъртвороден син (*/† 6 октомври 1698).
През 1710 г. нейният съпруг Фридрих Лудвиг разширява новата резиденция в Ной-Сарверден. След смъртта на нейния съпруг Луиза София живее в Отвайлер, където живее също и нейната зълва Луиза (1662 – 1741).
Луиза София умира на 9 април 1751 г. на 88 години в Отвайлер.